# Puebla de Pedraza
Puebla de Pedraza település Spanyolországban, Segovia tartományban. Puebla de Pedraza Cantalejo, Rebollo, Arevalillo de Cega, Valdevacas y Guijar, Muñoveros és Cabezuela községekkel határos. Lakosainak száma 51 fő (2024).

## Népesség
A település népessége az elmúlt években az alábbi módon változott:
| Lakosok száma | 96   | 91   | 83   | 73   | 58   | 58   | 57   | 43   | 48   | 51   |
|               | 2001 | 2004 | 2007 | 2009 | 2012 | 2014 | 2017 | 2019 | 2022 | 2024 |